# Bent Christensen (Regisseur)
Bent Christensen (* 28. Mai 1929 in Gunderup bei Aalborg; † 6. Januar 1992 in Keldernæs) war ein dänischer Filmregisseur, Filmproduzent, Drehbuchautor und Schauspieler. Seine größte Bekanntheit erreichte er durch die Filme Naboerne und Harry und sein Kammerdiener (Harry og kammertjeneren), wo er die Regie führte. Er arbeitete auch zusammen mit dem Schriftsteller Leif Panduro, der auch einige Vorlagen und Drehbücher schrieb.

## Leben
Christensen, ein Sohn des Pfarrers Søren Christian Christensen, war selbst ursprünglich als Pfarrer in der Dänischen Volkskirche tätig und arbeitete anschließend auch als Journalist, bevor er 1952 eine Schauspielausbildung an der Privatteatrenes Elevskole begann, sowie im selben Jahr als Schauspieler debütierte. Im darauf folgenden Jahr schaffte er seinen Durchbruch in dem Theaterstück Ikke som de andre im damaligen Allé-Scenen-Theater, dem heutigen Betty Nansen Teatret. Nach ein paar verschiedenen Theaterrollen und Auftritten an verschiedenen Häusern, wurde er 1953 für das dänische Fernsehen von Danmarks Radio engagiert. Dort wirkte Christensen bei verschiedenen Unterhaltungsprogrammen, Fernsehformaten und beim dänischen Fernsehtheater mit, sowie wurde auch als Produzent bzw. Regisseur tätig. Im gleichen Zeitraum hatte er sein Debüt als Theaterregisseur und war in den 1950er Jahren am Frederiksberg Teater, ABC Teatret sowie ab 1956 am Det Ny Teater tätig. Mitten in den 1950er Jahren begann er auch in verschiedenen Filmen als Schauspieler aufzutreten und führte 1958 in dem Spielfilm Pigen og vandpytten zum ersten Mal eigenständig die Regie hinter der Kamera.
1962 etablierte er sich als Produzent in einigen dänischen Spielfilmen. Bereits in den folgenden Jahren war er von 1964 bis 1968 Direktor der dänischen Filmgesellschaft ASA und ab 1968 des Filmstudio Kinopalæet, während er gleichzeitig einige Filme inszenierte und produzierte sowie Auftritten als Schauspieler in diversen Filmen hatte. Besonders erfolgreich war vor allem die Zusammenarbeit mit dem Schriftsteller Leif Panduro, so unterem in der in Dänemark beliebten Fernsehserie Smuglerne (Schmuggler).
Sein Film Harry und sein Kammerdiener von 1961 wurde als bester dänischer Film mit dem Bodil ausgezeichnet und wurde 1962 für den Oscar nominiert in der Kategorie für den besten fremdsprachigen Film. Sein Film Naboerne von 1966 wurde auf den 5. Internationalen Filmfestival Moskau ausgezeichnet.
Ab dem Ende der 1960er Jahre erreichte er auch eine internationale Anerkennung und hielt in einigen europäischen Ländern und in den Vereinigten Staaten an verschiedenen Filmschulen diverse Vorträge. Von 1970 bis 1972 war er Leiter der Den Danske Filmskole.
In den 1980er Jahren war Bent Christensen in der Fernseh- und Filmindustrie deutlich weniger tätig sowie zog er sich in diesen Zeitraum allmählich aus diesem Bereich zurück und wirkte aber dann noch einmal am Ende der 1980er Jahre bei einigen Projekten wieder mit. Hauptsächlich arbeitete er stattdessen als freiberuflicher Kommunikationsberater, so unter anderem für die dänischen Sozialdemokraten sowie für einige Politiker dieser Partei in dieser Zeit. In seinen letzten Jahren seines Berufsleben führte er ein Multimedia-Unternehmen. Nach seinem Ruhestand lebte er zuletzt bis zu seinem Tod in Lolland.

## Familie
Christensen war in erster Ehe mit der Schauspielerin Lily Broberg verheiratet. In zweiter Ehe war er mit der Produktionsassistentin sowie der späteren Schauspielerin und sozialdemokratischen Politikerin Lene Møller verheiratet.
Nach seinem Tod wurde er auf dem Stokkemarke Kirkegård (Stokkemarke Friedhof) in Lolland beigesetzt.

## Filmografie

### Schauspieler
- 1953: Vi som går køkkenvejen
- 1954: Kongeligt besøg
- 1954: Jan går til filmen
- 1955: Der kom en dag
- 1957: Sei lieb zu mir (Ingen tid til kærtegn)
- 1957: Bundfald
- 1957: Hvor går Karl hen?
- 1957: Mig og min familie
- 1958: Seksdagesløbet
- 1963: Syd for Tana River
- 1967: Sie treffen sich, sie lieben sich, und ihr Herz ist voller süßer Musik (Människor möts och ljuv musik uppstår i hjärtat)
- 1967: Thomas er fredløs
- 1971: Sæsonen slutter (Fernseh-Kurzfilm)
- 1971: I morgen, min elskede
- 1971: Med kærlig hilsen
- 1972: Geburten verboten (Z.P.G.)
- 1975: Det gode og det onde
- 1975: Tre kast (Fernsehserie)
- 1976: Hjerter er trumf
- 1976: Spøgelsestoget
- 1990: Manden der ville være skyldig
- 2003: The Five Obstructions (De fem benspænd, Archivaufnahmen)

### Produzent
- 1960: Kein Pardon nach Mitternacht (Den sidste vinter)
- 1961: Harry und sein Kammerdiener (Harry og kammertjeneren)
- 1962: Weekend (Erotikfilm)
- 1962: Dilemma
- 1962: Filmdesorientering (Kurzfilm)
- 1963: Hvad med os?
- 1963: Støvsugerbanden
- 1965: Ih, du forbarmende
- 1966: Naboerne
- 1967: Thomas er fredløs
- 1967: Mögen Sie Austern? (Ka' De li' østers, Fernsehserie)
- 1967: Min bedstefar er en stok (Kurzfilm)
- 1967: Hagbard und Signe (Den røde kappe)
- 1968 Dage i min fars hus
- 1970 Muffen (Kurzfilm)
- 1971: Hovedjægerne

### Drehbuchautor
- 1958: Pigen og vandpytten
- 1961: Harry und sein Kammerdiener (Harry og kammertjeneren)
- 1964: Don Olsen kommer til byen
- 1966: Naboerne
- 1967: Mögen Sie Austern? (Ka' De li' østers, Fernsehserie)
- 1969: Mordskab
- 1970: Smuglerne (Fernsehserie, 1 Episode)
- 1970: The Only Way (Oktoberdage)
- 1971: Hovedjægerne
- 1971: Geliebte Christa – Stewardessen lieben heiß (Christa)
- 1976: Spøgelsestoget
- 1983: Rejseholdet (Fernsehserie, 1. Episode)
- 1983: Den usynlige partner
- 1962: Sømænd og svigermødre
- 1963: Syd for Tana River
- 1963: Støvsugerbanden
- 1966: Naboerne
- 1969: Mordskab

### Filmregisseur
- 1956: Et opgør (Fernsehfilm)
- 1956: Telefonboksen (Fernsehfilm)
- 1958: Pigen og vandpytten
- 1959: Pigen i søgelyset
- 1959: Jugend, Jazz und Serenaden (Kærlighedens melodi)
- 1961: Harry und sein Kammerdiener (Harry og kammertjeneren)
- 1968: Sømænd og svigermødre
- 1970: The Only Way (Oktoberdage)
- 1970: Muffen (Kurzfilm)
- 1971: Hovedjægerne
- 1976: Spøgelsestoget
- 1977: Familien Gyldenkål vinder valget
- 1977–1980: En by i provinsen (Fernsehserie, 17 Episoden)
- 1978: Strandvaskeren (Fernsehserie)
- 1980: Attentat
- 1983: Rejseholdet (Fernsehserie, 1. Episode)
- 1987: Een gang strømer (Fernsehserie)